# (600) Musa
(600) Musa – planetoida z pasa głównego asteroid okrążająca Słońce w ciągu 4 lat i 124 dni w średniej odległości 2,66 j.a. Została odkryta 14 czerwca 1906 roku w Taunton (Massachusetts) przez Joela Metcalfa. Nazwa planetoidy pochodzi od muz w mitologii greckiej. Przed jej nadaniem planetoida nosiła oznaczenie tymczasowe (600) 1906 UM.